# Атильо-де-Лоба
Атильо-де-Лоба (исп. Hatillo de Loba) — город и муниципалитет на севере Колумбии, на территории департамента Боливар.

## История
До прибытия испанцев территория муниципалитета была населена представителями индейских племён малибу (malibúes) и чимилов.
Поселение, из которого позднее вырос город, было основано в 1745 году. Муниципалитет Атильо-де-Лоба был выделен в отдельную административную единицу в 1988 году.

## Географическое положение

Муниципалитет Атильо-де-Лоба

Город расположен в центральной части департамента, на правом берегу рукава Лоба реки Магдалена, на расстоянии приблизительно 218 километров к юго-востоку от города Картахена, административного центра департамента. Абсолютная высота — 18 метров над уровнем моря.

Муниципалитет Атильо-де-Лоба состоит из двух частей (восточной и западной), разделённых территорией муниципалитета Маргарита. Западная часть муниципалитета граничит на севере и северо-западе с территорией муниципалитета Сан-Фернандо, на юге и юго-западе — с муниципалитетом Пинильос, на востоке — с муниципалитетом Маргарита. Восточная часть граничит на северо-западе с территорией муниципалитета Маргарита, на юго-западе — с муниципалитетом Барранко-де-Лоба, на юго-востоке — с муниципалитетом Сан-Мартин-де-Лоба, на северо-востоке с территорией департамента Магдалена. Площадь муниципалитета составляет 426 км².

## Население
По данным Национального административного департамента статистики Колумбии, совокупная численность населения города и муниципалитета в 2015 году составляла 11 971 человек.
Динамика численности населения муниципалитета по годам:
| 2005   | 2006   | 2007   | 2008   | 2009   | 2010   | 2011   | 2012   | 2013   | 2014   | 2015   |
| ------ | ------ | ------ | ------ | ------ | ------ | ------ | ------ | ------ | ------ | ------ |
| 11 470 | 11 506 | 11 545 | 11 588 | 11 633 | 11 681 | 11 733 | 11 788 | 11 846 | 11 907 | 11 971 |

Согласно данным переписи 2005 года мужчины составляли 53,3 % от населения Атильо-де-Лоба, женщины — соответственно 46,7 %. В расовом отношении белые и метисы составляли 72,2 % от населения города; негры, мулаты и райсальцы — 27,8 %.
Уровень грамотности среди всего населения составлял 72,9 %.

## Экономика
Основу экономики Атильо-де-Лоба составляют рыболовство, аквакультура и сельское хозяйство.

52,4 % от общего числа городских и муниципальных предприятий составляют предприятия торговой сферы, 37,1 % — предприятия сферы обслуживания, 9,1 % —промышленные предприятия, 1,4 % — предприятия сферы обслуживания.